# 1922 (영화)
《1922》(영어: 1922)는 미국에서 제작된 잭 힐디츠 감독의 2017년 범죄, 드라마, 공포 영화이다. 토머스 제인 등이 주연으로 출연하였다. 스티븐 킹의 2010년 동명 중편 소설을 원작으로 한다.

## 줄거리
1922년 네브래스카주. 윌프는 땅을 팔아 그 돈으로 오마하에 옷가게를 차리고 싶다는 아내 알렛과 다툰다. 결국 이혼 얘기까지 나오고 알렛은 14살 아들 헨리를 데려가겠다고 한다.
윌프는 헨리에게 네 여자친구 섀넌을 부정적으로 생각하는 네 엄마가 너희들을 갈라놓을 거라고 설득한 뒤 알렛을 취하게 만든다. 윌프는 베개로 알렛의 얼굴을 누른 상태에서 헨리가 칼로 알렛의 목을 베게 한다. 윌프가 알렛의 시체를 마른 우물 안에 던지고 그 위에 소 시체를 던져 덮어놓자 쥐떼가 들끓기 시작한다.
섀넌이 임신하자 섀넌의 부모는 아이를 오마하의 가톨릭 기관에 의탁해 입양 보낼 계획을 세운다. 헨리는 윌프의 차를 훔쳐 섀넌과 함께 도망한다. 윌프는 쥐에 물려 심하게 감염된다. 쥐가 들끓는 가운데 윌프 앞에 아내의 환영이 나타나 헨리가 섀넌과 일련의 강도 행각을 벌이고 있음을 알려준다. 섀넌은 총에 맞아 아이를 잃고 사망하고, 헨리도 자살한다.
윌프는 결국 손을 잘라내게 되고, 쥐에 파먹힌 헨리의 시체를 인도 받는다. 윌프는 섀넌의 아버지에게 땅을 팔려고 하나 거절 당한다. 윌프는 새 일자리를 찾아 오마하로 가지만 쥐들은 거기까지 따라온다.
8년 뒤 윌프는 죄를 고백하는 비망록을 써내려나간다. 알렛, 헨리, 섀넌의 시체가 윌프의 앞에 나타나자 윌프는 혼비백산한다. 헨리는 엄마를 죽였던 바로 그 칼을 윌프에게 휘두른다.

## 출연

### 주연
- 토머스 제인 - 윌프레드 "윌프" 제임스 역
- 딜런 슈미드 - 헨리 "행크" 프리먼 제임스 역
- 몰리 파커 - 알렛 크리스티나 윈터스 제임스 역

### 조연
- 닐 맥도너 - 할런 "할" 코터리 역
- 케이틀린 버나드- 섀넌 코터리 역
- 브라이언 다시 제임스 - 보안관 존스 역
- 밥 프레이저 - 레스터 씨 역